# Colombe de Cordoue
Colombe de Cordoue est une sainte catholique ayant vécu à Cordoue en Al-Andalus au IXe siècle. Pendant la persécution chrétienne, Sainte Colombe fut décapitée par les musulmans en 853 et son corps fut jeté dans le Guadalquivir. Selon la légende, le corps de Colombe a été retrouvé intact. Elle fait partie des Martyrs de Cordoue. Son culte est probablement la combinaison de deux vierges martyres, Colombe d'Espagne et Colombe de Sens, une martyre française du IIIe siècle. Sa fête a été fixée au 17 septembre.

## Histoire
Colombe est née à Cordoue, en Espagne, étant la cadette de trois enfants. Selon le hagiographe Alban Butler, la biographie de Colombe fut rapportée par Euloge de Cordoue, dans Le Mémorial des Saints, son récit de la persécution chrétienne en Espagne à partir de 850. Selon Butler, « même en supposant qu'il s'agit d'une hyperbole, [Colombe] était réputée pour sa sainteté ». Ses sœurs, Élisabeth et Martine, ainsi que l'époux d'Élisabeth, fondèrent un monastère double dans une région montagneuse au nord de Cordoue. Le frère de Colombe, Martin, était l'abbé de la partie masculine du monastère. Colombe fut inspirée par leur exemple et déterminée à devenir religieuse, mais ses plans furent contrariés, pendant un court laps de temps, par sa mère, une veuve qui souhaitait que Colombe se marie. Peu de temps après s'être aperçue que son opposition ne portait pas de fruit, elle mourut et Colombe prit le voile. Selon l'historien Kenneth Baxter Wolf, le récit d'Euloge concernant l'expérience de Colombe au monastère est truffé d'hyperbole mais « révélateur ». Wolf rapporta que Colombe « souffrait d'une anxiété accablante concernant ses propres défauts » et « doutait de sa capacité à résister à la tentation ». Suivre ses sœurs au monastère était une manière, déclara Wolf, pour Colombe de soulager ses inquiétudes, mais Wolf ne pensait pas que cela avait réussi, car elle augmentait ses auto-punitions après avoir proclamé ses vœux. Il déclara « la chasteté, la clef de voûte du régime pénitentiel, n'était pas suffisant pour Colombe ». Le martyre était une manière de « contribuer de façon positive envers son propre salut ».
En 852, tandis que la persécution chrétienne se poursuivait depuis près de deux ans, la communauté fut forcée à l'exil, et trouva refuge au sein d'un foyer à Cordoue, non loin de l'église Saint-Cyprien. Elle ignora la règle des évêques, quitta la maison, se présenta elle-même devant le magistrat musulman de la ville et dénonça Mahomet et sa loi. Le magistrat la condamna à la décapitation le 17 septembre 853. Elle fut la sixième martyre exécutée sous Muhammad Ier, et l'une des Martyrs de Cordoue, un groupe de 48 martyrs assassinés lors de cette période. Son corps fut jeté dans les Marais du Guadalquivir, mais fut récupéré par d'autres chrétiens et enterré. Ses reliques auraient ensuite été transportées et vénérées dans deux églises : le monastère Santa María la Real de Nájera et son prieuré, consacré à Sainte Colombe,,.
L'historienne Allyson M. Poska déclare que le culte de Colombe était « probablement une combinaison de deux vierges martyres » : Sainte Colombe de Sens, une martyre française du IIIe siècle de Sens, et Colombe d'Espagne. Poska suppose qu'une église wisigoth consacrée à Sainte Colombe à Bande (près de la frontière portugaise) indiquerait l'étendue de sa dévotion avant la colonisation de l'Espagne par les musulmans. La légende a probablement été confondue avec celle de Colombe de Sens lorsque les colons ont repeuplé Galice après que les musulmans aient été expulsés de la région.